# Kristýna Plíšková
Kristýna Plíšková (* 21. März 1992 in Louny, Tschechoslowakei) ist eine ehemalige tschechische Tennisspielerin. Sie ist die Zwillingsschwester der ehemaligen Weltranglistenersten im Damentennis Karolína Plíšková.

## Karriere
Kristýna Plíšková, die im Alter von vier Jahren mit dem Tennisspielen begann, hatte schon als Juniorin große Erfolge vorzuweisen. 2010 erreichte sie zunächst das Halbfinale der Juniorenkonkurrenz bei den Australian Open, bevor sie im selben Jahr beim Juniorinnen-Wettbewerb in Wimbledon triumphierte und bis auf Platz vier der Juniorinnen-Weltrangliste aufstieg.
Bereits 2006 erhielt Plíšková eine Wildcard für die Qualifikation des WTA-Turniers in Prag, wo sie zum Auftakt an Kirsten Flipkens scheiterte. Im Anschluss spielte sie parallel zu ihrer Juniorenlaufbahn auf der ITF Women’s World Tennis Tour und gewann 2010 beim Turnier der $50.000-Kategorie in Kurume nach einem Dreisatzsieg im Finale über ihre Zwillingsschwester Karolína ihren ersten Profititel. Bei ihrem anschließenden Debüt im Hauptfeld eines WTA-Turniers, ebenfalls in Prag, wo sie mit einer Wildcard an den Start gehen durfte, verlor sie in der ersten Runde gegen Anabel Medina Garrigues. In New York stand sie dann zum ersten Mal in der Qualifikation eines Grand-Slam-Turniers und gelang dort auf Anhieb in die Schlussrunde.
2011 konnte Plíšková in Fès ihren ersten Sieg im Hauptfeld eines WTA-Turniers verbuchen, als sie aus der Qualifikation kommend Renata Voráčová in der ersten Runde schlug. In Wimbledon konnte sie sich im selben Jahr erstmals für das Hauptfeld eines Grand-Slam-Turniers qualifizieren, schied zum Auftakt jedoch gegen Marion Bartoli aus. Es folgten mehrere Jahre, in denen Plíšková zunächst glücklos versuchte, sich auf der WTA Tour zu etablieren und den Erwartungen nach ihren frühen Erfolgen als Juniorin gerecht zu werden. Nur auf schnellen Belägen konnte sie dank ihrer Aufschlagstärke den einen oder anderen Achtungserfolg landen. So konnte sie in Wimbledon 2012 in der ersten Runde gegen Polona Hercog ihren ersten Erfolg in der Hauptrunde eines Grand-Slam-Turniers feiern, bevor sie in Runde zwei Francesca Schiavone unterlag. 2013 gewann sie das ITF-Turnier der $50.000-Kategorie in Limoges und im Jahr darauf in Nottingham bei einem Turnier der $75.000-Kategorie ihren bislang größten Titel. Besser lief es für Plíšková im Doppel, wo sie 2013 und 2014 an der Seite ihrer Schwester Karolina drei Titel holen konnte. Nach dem ersten Triumph in Linz Ende 2013 waren die beiden im Folgejahr auch in Bad Gastein und Hongkong erfolgreich. Die erste Hälfte der Saison 2015 begann Plíšková zunächst stark mit drei weiteren ITF-Titeln sowie dem erstmaligen Erreichen der dritten Runde eines Grand-Slam-Turniers in Wimbledon, aufgrund einer schwachen zweiten Hälfte beendete sie jedoch auch diese Saison außerhalb der Top 100 der Weltrangliste.
2016 sorgte sie bei den Australian Open für Aufsehen, als sie in der zweiten Runde gegen Monica Puig mit insgesamt 31 erzielten Assen in einem Hauptfeldmatch einen neuen WTA-Rekord aufstellte. Trotzdem verlor Plíšková die Partie mit 7:9 in der Verlängerung des dritten Satzes. Nachdem sie in Miami erstmals in die dritte Runde vorstieß, gelang ihr im Herbst mit dem Sieg bei einem Turnier der WTA Challenger Series in Dalian, wo sie im Finale beim Stand von 2:5 im Schlusssatz von einer verletzungsbedingten Aufgabe Misa Eguchis profitierte, ihr bis dahin größter Titel, auf den drei Wochen später nach Dreisatzerfolg über Nao Hibino ihr erster Triumph bei einem WTA-Turnier in Taschkent folgen sollte. 2016 schloss sie damit erstmals ein Jahr in den Top 100 der Welt ab.
2017 konnte Plíšková nach dem Einzug in die dritte Runde von Melbourne sowie in ihr zweites WTA-Endspiel in Prag, das sie gegen Mona Barthel verlor, sogar mit Rang 35 ihre bisher beste Weltranglistenplatzierung erzielen, doch blieben ihre Resultate auch weiterhin inkonstant. So erreichte sie in der Saison 2018 auf der WTA Tour lediglich zwei Viertelfinals bei kleineren WTA-Turnieren, kam aber in Charleston nach einem Sieg über ihre Landsfrau Petra Kvitová das Viertelfinale sowie später in Madrid als Qualifikantin die dritte Runde. 2019 stand Plíšková in Lugano und Taschkent im Halbfinale und rückte in Birmingham nach ihrem insgesamt fünften Sieg gegen eine Top-10-Spielerin, ihrer Zwillingsschwester Karolína, ins Viertelfinale vor, in dem sie Barbora Strýcová unterlag. Außerdem gewann sie in Bukarest gemeinsam mit Viktória Kužmová ihren vierten WTA-Titel im Doppel. Das Jahr beendete sie zum vierten Mal in Folge in den Top 100 der Welt.
Für die äußerst erfolgreiche tschechische Fed-Cup-Mannschaft kam Kristýna Plíšková bisher erst einmal, 2017 im Halbfinale gegen die USA, zum Einsatz und verlor dort im Doppel.
In der deutschen Bundesliga spielten Kristýna und Karolína Plíšková seit 2013 für das Eckert Tennis Team, die 1. Mannschaft des TC Rot-Blau Regensburg, die nach der Meisterschaft in der 2. Bundesliga Süd seit der Saison 2015 erstmals in der Bundesliga vertreten war und mittlerweile 2016 und 2017 zweifacher Deutscher Meister wurde. In der Bundesligasaison 2019 ist Kristýna Plíšková für den TC Blau-Weiß Dresden-Blasewitz aktiv.

## Turniersiege

### Einzel
| Nr. | Datum              | Turnier             | Kategorie         | Belag             | Finalgegnerin         | Ergebnis              |
| --- | ------------------ | ------------------- | ----------------- | ----------------- | --------------------- | --------------------- |
| 1   | 16. Mai 2010       | Kurume              | ITF $50.000       | Rasen             | Karolína Plíšková     | 5:7, 6:2, 6:0         |
| 2   | 29. Januar 2012    | Andrézieux-Bouthéon | ITF $25.000       | Hartplatz (Halle) | Anna-Giulia Remondina | 6:2, 6:2              |
| 3   | 20. Oktober 2013   | Limoges             | ITF $50.000       | Hartplatz (Halle) | Tamira Paszek         | 3:6, 6:3, 6:2         |
| 4   | 9. März 2014       | Preston             | ITF $25.000       | Hartplatz (Halle) | Çağla Büyükakçay      | 6:3, 7:64             |
| 5   | 7. Juni 2014       | Nottingham          | ITF $75.000       | Rasen             | Sarina Dijas          | 6:2, 3:6, 6:4         |
| 6   | 8. Februar 2015    | Glasgow             | ITF $25.000       | Hartplatz (Halle) | Ana Bogdan            | 6:2, 6:2              |
| 7   | 12. April 2015     | Barnstaple          | ITF $25.000       | Hartplatz (Halle) | Nina Zander           | 6:3, 6:2              |
| 8   | 10. Mai 2015       | Fukuoka             | ITF $50.000       | Rasen             | Nao Hibino            | 7:5, 6:4              |
| 9   | 28. Februar 2016   | Kreuzlingen         | ITF $50.000       | Teppich (Halle)   | Amra Sadikovic        | 7:64, 7:63            |
| 10  | 11. September 2016 | Dalian              | WTA Challenger    | Hartplatz         | Misa Eguchi           | 7:5, 4:6, 2:5 Aufgabe |
| 11  | 1. Oktober 2016    | Taschkent           | WTA International | Hartplatz         | Nao Hibino            | 6:3, 2:6, 6:3         |

### Doppel
| 1.  | Februar 2011       | Rancho Mirage          | ITF $25.000       | Hartplatz         | Karolína Plíšková   | Nadejda Guskova Sandra Zaniewska         | 6:7, 6:1, [10:5]  |
| 2.  | August 2011        | Vancouver              | ITF $100.000      | Hartplatz         | Karolína Plíšková   | Jamie Hampton Noppawan Lertcheewakarn    | 5:7, 6:2, [10:2]  |
| 3.  | Januar 2012        | Andrézieux-Bouthéon    | ITF $25.000       | Hartplatz (Halle) | Karolína Plíšková   | Julie Coin Eva Hrdinová                  | 6:4, 4:6, [10:5]  |
| 4.  | Februar 2012       | Grenoble               | ITF $25.000       | Hartplatz (Halle) | Karolína Plíšková   | Walentina Iwachnenko Maryna Sanewska     | 6:1, 6:3          |
| 5.  | 17. November 2012  | Sowade                 | ITF $25.000       | Teppich (Halle)   | Karolína Plíšková   | Kristina Barrois Sandra Klemenschits     | 6:3, 6:1          |
| 6.  | 13. Oktober 2013   | Linz                   | WTA International | Hartplatz (Halle) | Karolína Plíšková   | Gabriela Dabrowski Alicja Rosolska       | 7:66, 6:4         |
| 7.  | 3. November 2013   | Barnstaple             | ITF $75.000       | Hartplatz (Halle) | Naomi Broady        | Raluca Olaru Tamira Paszek               | 6:3, 3:6, [10:5]  |
| 8.  | 13. Juli 2014      | Bad Gastein            | WTA International | Sand              | Karolína Plíšková   | Andreja Klepač María Teresa Torró Flor   | 4:6, 6:3, [10:6]  |
| 9.  | 14. September 2014 | Hongkong               | WTA International | Hartplatz         | Karolína Plíšková   | Patricia Mayr-Achleitner Arina Rodionova | 6:2, 2:6, [12:10] |
| 10. | 10. Mai 2015       | Fukuoka                | ITF $50.000       | Rasen             | Naomi Broady        | Eri Hozumi Junri Namigata                | 6:3, 6:4          |
| 11. | 16. Juli 2016      | Stockton (Kalifornien) | ITF $50.000       | Hartplatz         | Alison Van Uytvanck | Robin Anderson Maegan Manasse            | 6:2, 6:3          |
| 12. | 8. September 2018  | Chicago                | WTA Challenger    | Hartplatz         | Mona Barthel        | Asia Muhammad Maria Sanchez              | 6:3, 6:2          |
| 13. | 2. März 2019       | Indian Wells           | WTA Challenger    | Hartplatz         | Jewgenija Rodina    | Taylor Townsend Yanina Wickmayer         | 7:67, 6:4         |
| 14. | 21. Juli 2019      | Bukarest               | WTA International | Sand              | Viktória Kužmová    | Jaqueline Cristian Elena-Gabriela Ruse   | 6:4, 7:63         |
| 15. | 16. August 2020    | Prag                   | WTA International | Sand              | Lucie Hradecká      | Monica Niculescu Raluca Olaru            | 6:2, 6:2          |

## Abschneiden bei Grand-Slam-Turnieren

### Einzel
| Turnier         | 2010 | 2011 | 2012 | 2013 | 2014 | 2015 | 2016 | 2017 | 2018 | 2019 | 2020  | 2021 | Karriere |
| --------------- | ---- | ---- | ---- | ---- | ---- | ---- | ---- | ---- | ---- | ---- | ----- | ---- | -------- |
| Australian Open | —    | Q1   | Q1   | 2    | Q2   | Q1   | 2    | 3    | 1    | 2    | 1     | 1    | 3        |
| French Open     | —    | Q1   | Q1   | 1    | Q1   | Q1   | 1    | 1    | 1    | 1    | 2     | 1    | 2        |
| Wimbledon       | —    | 1    | 2    | 1    | 1    | 3    | 1    | 2    | 1    | 1    | n. a. | 2    | 3        |
| US Open         | Q3   | Q3   | 2    | Q2   | 1    | Q1   | Q2   | 2    | 1    | 2    | 1     | —    | 2        |

Zeichenerklärung: S = Turniersieg; F, HF, VF, AF = Einzug ins Finale / Halbfinale / Viertelfinale / Achtelfinale; 1, 2, 3 = Ausscheiden in der 1. / 2. / 3. Hauptrunde; Q1, Q2, Q3 = Ausscheiden in der 1. / 2. / 3. Runde der Qualifikation; n. a. = nicht ausgetragen

### Doppel
| Turnier         | 2012 | 2013 | 2014 | 2015 | 2016 | 2017 | 2018 | 2019 | 2020  | 2021 | Karriere |
| --------------- | ---- | ---- | ---- | ---- | ---- | ---- | ---- | ---- | ----- | ---- | -------- |
| Australian Open | —    | —    | —    | —    | —    | AF   | 2    | —    | 1     | 2    | AF       |
| French Open     | —    | —    | 1    | 2    | —    | 2    | —    | —    | AF    | VF   | VF       |
| Wimbledon       | —    | —    | 1    | 1    | —    | 1    | —    | —    | n. a. | —    | 1        |
| US Open         | 1    | —    | 1    | —    | —    | 1    | —    | —    | —     | —    | 1        |